# واکویا، میاگی
واکویا، میاگی (به لاتین: Wakuya, Miyagi) یک منطقهٔ مسکونی در ژاپن است که در استان میاگی واقع شده‌است. واکویا ۸۲٫۱۶ کیلومتر مربع مساحت و ۱۶٬۹۴۰ نفر جمعیت دارد.